# Podział administracyjny Kościoła katolickiego w Boliwii
Podział administracyjny Kościoła katolickiego w Boliwii – w ramach Kościoła katolickiego w Boliwii funkcjonuje obecnie cztery metropolie, w których skład wchodzą cztery archidiecezje, sześć diecezji i dwie prałatury terytorialne. Ponadto istnieje wojskowy ordynariat polowy oraz pięć wikariatów apostolskich podległych bezpośrednio do Rzymu. 
Jednostki administracyjne Kościoła katolickiego obrządku łacińskiego w Boliwii:

## Metropolia Cochabamba
- Archidiecezja Cochabamba
  - Diecezja Oruro
  - Prałatura terytorialna Aiquille

## Metropolia La Paz
- Archidiecezja La Paz
  - Diecezja Coroico
  - Diecezja El Alto
  - Prałatura terytorialna Corocoro

## Metropolia Santa Cruz de la Sierra
- Archidiecezja Santa Cruz de la Sierra
  - Diecezja San Ignacio de Velasco

## Metropolia Sucre
- Archidiecezja Sucre
  - Diecezja Potosí
  - Diecezja Tarija

## Jednostki terytorialne podległe bezpośrednio do Rzymu
- Wikariat apostolski Camiri
- Wikariat apostolski El Beni
- Wikariat apostolski Ñuflo de Chávez
- Wikariat apostolski Pando
- Wikariat apostolski Reyes
- Ordynariat Polowy Boliwii